# Deprea
Deprea je biljni rod krumpirovki smješten u podtribus  Withaniinae, dio tribusa Physalideae. Pripada mu 55 vrsta, a njegov izvorni raspon je od Kostarike do zapadne Južne Amerike. Ime roda Deprea je u čast Alexandre-Armand Despreza (1747-1829), francuskog liječnika i botaničara. 
Rod je opisan u Sylva Telluriana 57. 1838.

## Vrste
1. Deprea abra-patriciae (S.Leiva & Barboza) S.Leiva & Deanna
2. Deprea altomayoensis (S.Leiva & Quip.) Barboza & Deanna
3. Deprea andersonii (N.W.Sawyer) Deanna & S.Leiva
4. Deprea auccana S.Leiva, Barboza & Deanna
5. Deprea bitteriana (Werderm.) Sawyer & Benítez
6. Deprea bongaraensis (S.Leiva) Deanna & Barboza
7. Deprea cardenasiana Hunz.
8. Deprea chotanae (S.Leiva, Pereyra & Barboza) S.Leiva
9. Deprea cuyacensis (N.W.Sawyer & S.Leiva) S.Leiva & Lezama
10. Deprea cyanocarpa Garzón & C.I.Orozco
11. Deprea darcyana (N.W.Sawyer) Barboza & S.Leiva
12. Deprea dilloniana (S.Leiva, Quip. & N.W.Sawyer) Barboza
13. Deprea ecuatoriana Hunz. & Barboza
14. Deprea glabra (Standl.) Hunz.
15. Deprea grandiflora (N.W.Sawyer & S.Leiva) Deanna & Barboza
16. Deprea harlingiana (Hunz. & Barboza) S.Leiva & Deanna
17. Deprea hawkesii (Hunz.) Deanna
18. Deprea kann-rasmussenii (S.Leiva & Quip.) S.Leiva & Barboza
19. Deprea longicalyx E.Rodr., S.Leiva & J.Campos
20. Deprea longipedunculata (S.Leiva, E.Rodr. & J.Campos) Barboza
21. Deprea lutea (S.Leiva) Deanna
22. Deprea macasiana (Deanna, S.Leiva & Barboza) Barboza
23. Deprea macrocalyx (S.Leiva, E.Rodr. & J.Campos) S.Leiva, E.Rodr. & J.Campos
24. Deprea maculatifolia (E.Rodr. & S.Leiva) S.Leiva
25. Deprea micrantha S.Leiva & Barboza
26. Deprea nieva (S.Leiva & N.W.Sawyer) Barboza & Deanna
27. Deprea nubicola N.W.Sawyer
28. Deprea orinocensis (Kunth) Raf.
29. Deprea oxapampensis M.A.Cueva & Treviño
30. Deprea paneroi C.Benítez de Rojas & M.Martínez
31. Deprea parviflora (N.W.Sawyer & S.Leiva) S.Leiva
32. Deprea pauciflora Deanna, Barboza & S.Leiva
33. Deprea pecaensis S.Leiva, Deanna & Barboza
34. Deprea pedrazae (S.Leiva & Barboza) Deanna & S.Leiva
35. Deprea peruviana (Zahlbr.) S.Leiva & Barboza
36. Deprea physalidicalyx S.Leiva, Barboza & Deanna
37. Deprea pilosa (S.Leiva, E.Rodr. & J.Campos) Deanna
38. Deprea pomacochaensis (S.Leiva) Barboza
39. Deprea psilophyta (N.W.Sawyer) S.Leiva & Deanna
40. Deprea pumila (S.Leiva, Barboza & Deanna) S.Leiva
41. Deprea purpurea (S.Leiva) Barboza & S.Leiva
42. Deprea purpureocarpa (S.Leiva, Deanna & Barboza) Deanna
43. Deprea sachapapa (Hunz.) S.Leiva & Deanna
44. Deprea sagasteguii (S.Leiva, Quip. & N.W.Sawyer) Barboza
45. Deprea sapalachensis S.Leiva & Barboza
46. Deprea sawyeriana (S.Leiva, E.Rodr. & J.Campos) S.Leiva
47. Deprea schjellerupiae (S.Leiva & Quip.) Barboza & Deanna
48. Deprea steyermarkii (Hunz.) S.Leiva & Barboza
49. Deprea subtriflora (Ruiz & Pav.) D'Arcy
50. Deprea sylvarum (Standl. & C.V.Morton) Hunz.
51. Deprea teresitae Deanna & A.Orejuela
52. Deprea toledoana (Barboza & S.Leiva) Barboza
53. Deprea vasquezii (S.Leiva, E.Rodr. & J.Campos) Deanna
54. Deprea zakii Barboza, S.Leiva & Deanna
55. Deprea zamorae Barboza & S.Leiva